# Roméo
Roméo is een Nederlandse R&B-formatie.
De groep wordt in 1994 opgericht door Clifton Giersthove en Milton Wijngaarde, die elkaar kennen van een muziekschool in Rotterdam. Ze nemen hun eerste demo op met de tweeling Julian en Spencer Barry. De interesse blijft aanvankelijk uit, maar na de vierde demo tonen verschillende platenmaatschappijen interesse. Roméo besluit met Dureco een contract aan te gaan.
De groep brengt als eerste single Always fall for love, geschreven door Marc Nelson, uit. Pas met de tweede single, Coming Home, geschreven door Eddy Zoëy, wordt de groep bekend bij het grote publiek. Met deze single weten ze de tweede plaats in de Nederlandse Top 40 te bereiken, en uiteindelijk worden er meer dan 50.000 exemplaren van verkocht.
Het nummer Flying werd geschreven als soundtrack voor de film Abeltje. Rond 2004 stopte de groep. In 2014 werd als driemansformatie, zonder Giersthove, de groep voortgezet.
Op 8 mei 2020 is Clifton Giersthove (47) overleden aan de gevolgen van een hersenbloeding.

## Discografie

### Albums
| Album met eventuele hitnotering(en) in de Nederlandse Album Top 100 | Datum van verschijnen | Datum van binnenkomst | Hoogste positie | Aantal weken | Opmerkingen |
| ------------------------------------------------------------------- | --------------------- | --------------------- | --------------- | ------------ | ----------- |
| Roméo                                                               | 1998                  | 1998                  | 4               | ?            | -           |
| No Way Back                                                         | 1999                  | 1999                  | 43              | ?            | -           |

#### Singles (als Roméo)
| Single met eventuele hitnotering(en) in de Nederlandse Top 40 | Datum van verschijnen | Datum van binnenkomst | Hoogste positie | Aantal weken | Opmerkingen     |
| ------------------------------------------------------------- | --------------------- | --------------------- | --------------- | ------------ | --------------- |
| Coming Home                                                   | 1998                  | 1998                  | 2               | 13           | Alarmschijf     |
| Secret Love                                                   | 1998                  | 1998                  | 6               | 11           | Alarmschijf     |
| Flying                                                        | 1999                  | 1999                  | 33              | 4            | met Gwen Dickey |
| I'll Be Holding On                                            | 1999                  | 1999                  | 25              | 5            | -               |
| Angel From Above                                              | 2000                  | 2000                  | -               | -            | tip             |
| When She Smiles                                               | 2002                  | 2002                  | -               | -            | tip             |

#### Singles (als Romeo)
| Single met eventuele hitnotering(en) in de Nederlandse Top 40 | Datum van verschijnen | Datum van binnenkomst | Hoogste positie | Aantal weken | Opmerkingen |
| ------------------------------------------------------------- | --------------------- | --------------------- | --------------- | ------------ | ----------- |
| The Answer Is Yes                                             | 2002                  | 2002                  | 35              | 3            | -           |
| 100% Verliefd                                                 | 2003                  | 2003                  | 27              | 3            | met Gordon  |
| Sexual Healing                                                | 2004                  | 2004                  | -               | -            | tip         |